# Heinrich Horstmann (Kaufmann)

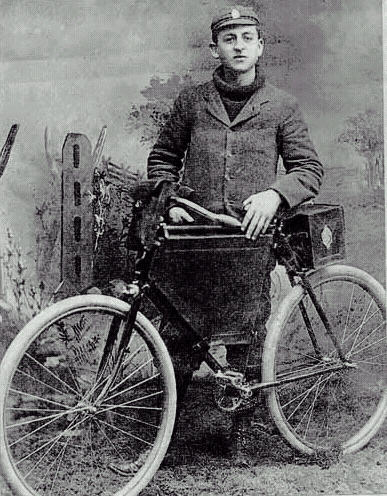
Horstmann 1897 nach seiner Reise

Heinrich Horstmann (* 30. Oktober 1874 in Heessen; † 4. Mai 1945 in Berlin) war ein deutscher Kaufmann. 1895 unternahm er den Versuch, mit dem Fahrrad die Welt zu umrunden, wobei ihm Frank G. Lenz als Vorbild diente. 
Der gelernte Schmied startete mit wenig Gepäck in Dortmund, radelte an die belgische Küste, setzte nach England über und fuhr von dort per Schiff nach Amerika. Die USA durchquerte er in Ost-West-Richtung, wobei er sich mangels Landkarten an der Streckenführung der Southern Pacific Railroad orientierte und sein Augenmerk unter anderem auf die Bierpreise des Landes richtete, die er immer sorgfältig notierte. Die Tötung eines bewaffneten Landstreichers, gegen den er seine Taschenuhr verteidigen zu müssen glaubte, verschwieg Horstmann in seinem im Jahr 1898 herausgegebenen Reisebericht. In San Francisco schiffte er sich wieder ein, um Tokio und Singapur zu besuchen.
In Kalkutta verzichtete er dann wegen einer Cholera-Epidemie auf die Durchquerung Indiens und kehrte durch Ägypten, Italien und Österreich nach 27 Monaten in seine Heimat zurück.
Später zog Horstmann nach Berlin und verdiente viel Geld als Repräsentant eines Fahrradherstellers. Er handelte auch mit Wein und Zigarren.

## Schriften
- Heinrich Horstmann: Meine Radreise um die Erde. Der Bericht des ersten deutschen Fahrradweltreisenden anno 1895. (vom 2. Mai 1895 bis 16. August 1897). Maxime-Verlag, Leipzig 2000, ISBN 978-3-931965-06-8.